# Nesiophasma oligarches
Nesiophasma oligarches är en insektsart som först beskrevs av Günther 1935.  Nesiophasma oligarches ingår i släktet Nesiophasma och familjen Phasmatidae. Inga underarter finns listade i Catalogue of Life.